# Heilsmoor und Springmoor
Das Heilsmoor und Springmoor ist ein Naturschutzgebiet in den niedersächsischen Gemeinden Hambergen, Vollersode und Holste in der Samtgemeinde Hambergen im Landkreis Osterholz.

## Allgemeines
Das Naturschutzgebiet mit dem Kennzeichen NSG LÜ 367 ist circa 287 Hektar groß. Es umfasst das circa 255 Hektar große FFH-Gebiet „Springmoor, Heilsmoor“ In dem Gebiet gingen die bisherigen Naturschutzgebiete „Heilsmoor“ und „Springmoor“ sowie Teile des Landschaftsschutzgebietes „Giehler Bach“ auf. Das Naturschutzgebiet ist größtenteils vom Landschaftsschutzgebiet „Giehler Bach“ umgeben. Das Gebiet steht seit dem 28. Januar 2021 unter Naturschutz. Zuständige untere Naturschutzbehörde ist der Landkreis Osterholz, die das Naturschutzgebiet unter dem Kennzeichen NSG OHZ 11 führt.

## Beschreibung
Das aus zwei Teilflächen bestehende Naturschutzgebiet liegt nordöstlich von Osterholz-Scharmbeck in der Wesermünder Geest. Es stellt zwei Moorgebiete unter Naturschutz.

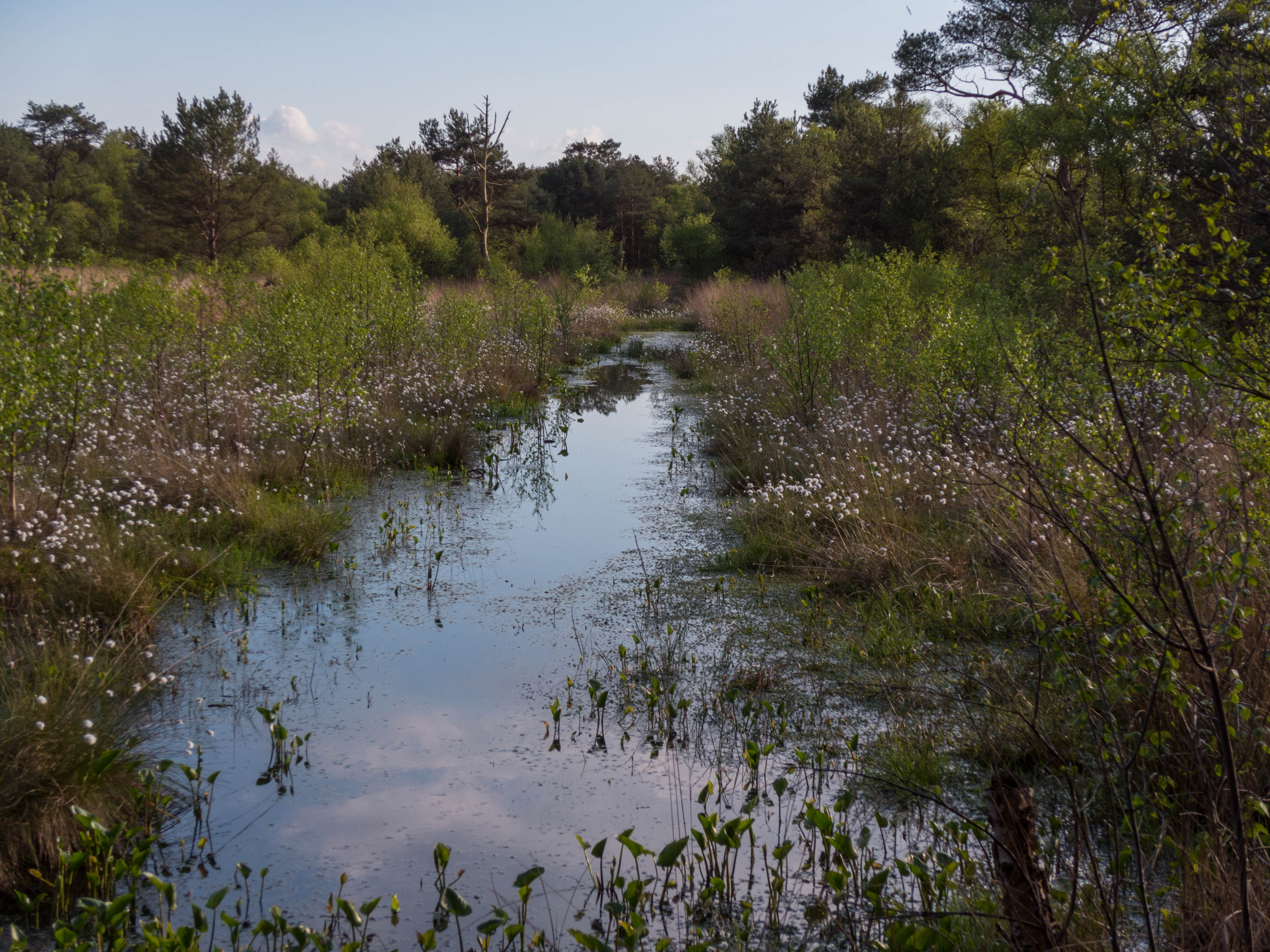
Vernässter Bereich im Heilsmoor

Bei dem Teilgebiet Heilsmoor (⊙) handelt es sich um ein Hochmoorgebiet am Rand der zur Niederung des Giehler Bachs abfallenden Geest. In naturnahen Hochmoorbereichen siedeln Torfmoose, Wollgräser, Pfeifengräser und Zwergsträucher. Auf entwässerten Flächen stocken teilweise Birkenbruch- und Birken- und Kiefernmoorwälder. Kleinflächig sind Heideflächen ausgebildet. Im Naturschutzgebiet sind naturnahe Stillgewässer sowie mit Wasser vollgelaufene, aufgelassene Torfstiche zu finden.

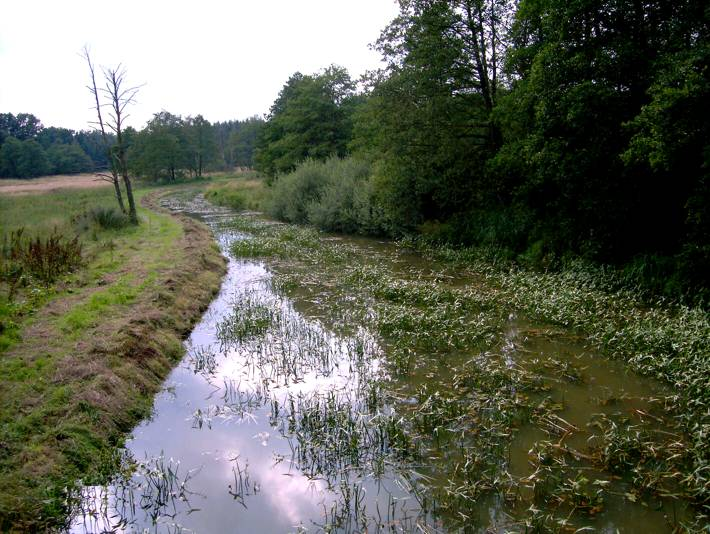
Abschnitt des Giehler Bachs im Springmoor

Das Teilgebiet Springmoor (⊙) umfasst einen Niedermoorbereich am Rand der Niederung des Giehler Bachs einschließlich dessen Überschwemmungsflächen und daran angrenzende Geestbereiche. Es wird von teilweise offenen Sümpfen und Feuchtheiden, auf höher liegenden Flächen auch trockene Heiden, und teilweise mit Birken- und Kiefernmoorwald sowie Erlenbruchwald bestandenen Bereichen geprägt. Kleinflächig sind ein Hainsimsen-Buchenwald bzw. ein Eichenmischwald ausgebildet.
In beiden Teilgebieten sind kleinflächig Grünländer vorhanden.
Stillgewässer und mit Wasser vollgelaufene, ehemalige Torfstiche sind Lebensraum für Amphibien, darunter der Moorfrosch, und Libellen wie Hochmoor-Mosaikjungfer und Nordische Moosjungfer. Der Giehler Bach beherbergt unter anderem den Steinbeißer.
Das Naturschutzgebiet ist Lebensraum für verschiedene Reptilien wie Kreuzotter, Schlingnatter und Ringelnatter sowie verschiedene Insekten, darunter die Sumpfschrecke und die Schmetterlinge Großes Wiesenvögelchen, Hochmoor-Perlmuttfalter, Hochmoorbläuling, Schilfröhrichteule, Blaues Ordensband, Haworths Mooreule, Hochmoorbodeneule, Gagelstrauch-Moor-Holzeule, Heidebürstenspinner, Zottiger Sackträger und Schmalflügelmotteneule. Das Naturschutzgebiet bietet unter anderem den Vogelarten Kranich, Ziegenmelker, Neuntöter und Krickente einen geeigneten Lebensraum.

## Anmerkung
1. ↑  In der Datenbank der Steckbriefe der Natura-2000-Gebiete des Bundesamtes für Naturschutz ist die Größe des FFH-Gebietes mit 244 Hektar angegeben, in der Naturschutzverordnung sind 255 Hektar vermerkt.